# 이가시마역
이가시마역(일본어: 五十島駅)은 일본 니가타현 히가시칸바라군 아가정에 위치한 동일본 여객철도 반에쓰사이선의 철도역이다. 섬식 승강장 1면 2선의 구조를 갖춘 지상역이다.

## 역 주변
- 이가시마 우체국

## 역사
- 1913년 6월 1일 : 철도원 신에쓰 본선 지선 · 마오로시 역 - 니쓰 역 간 개통 때에 개업.
- 1914년 11월 1일 : 전 노선 개통과 함께 이와에쓰 선의 역이 됨.
- 1917년 10월 10일 : 선로 명칭 개정과 함께, 반에쓰사이선의 역이 됨.
- 1983년 2월 28일 : 무인화.
- 1987년 4월 1일 : 일본국유철도 분할 민영화에 의해, 동일본 여객철도가 승계.

## 인접 역
| 동일본 여객철도 ■ 반에쓰사이선 | 동일본 여객철도 ■ 반에쓰사이선 | 동일본 여객철도 ■ 반에쓰사이선 |
| ------------------------------ | ------------------------------ | ------------------------------ |
| 미카와 고리야마 방면           | ■ 보통                         | 히가시게조 니쓰 방면           |